# Rozmnażanie

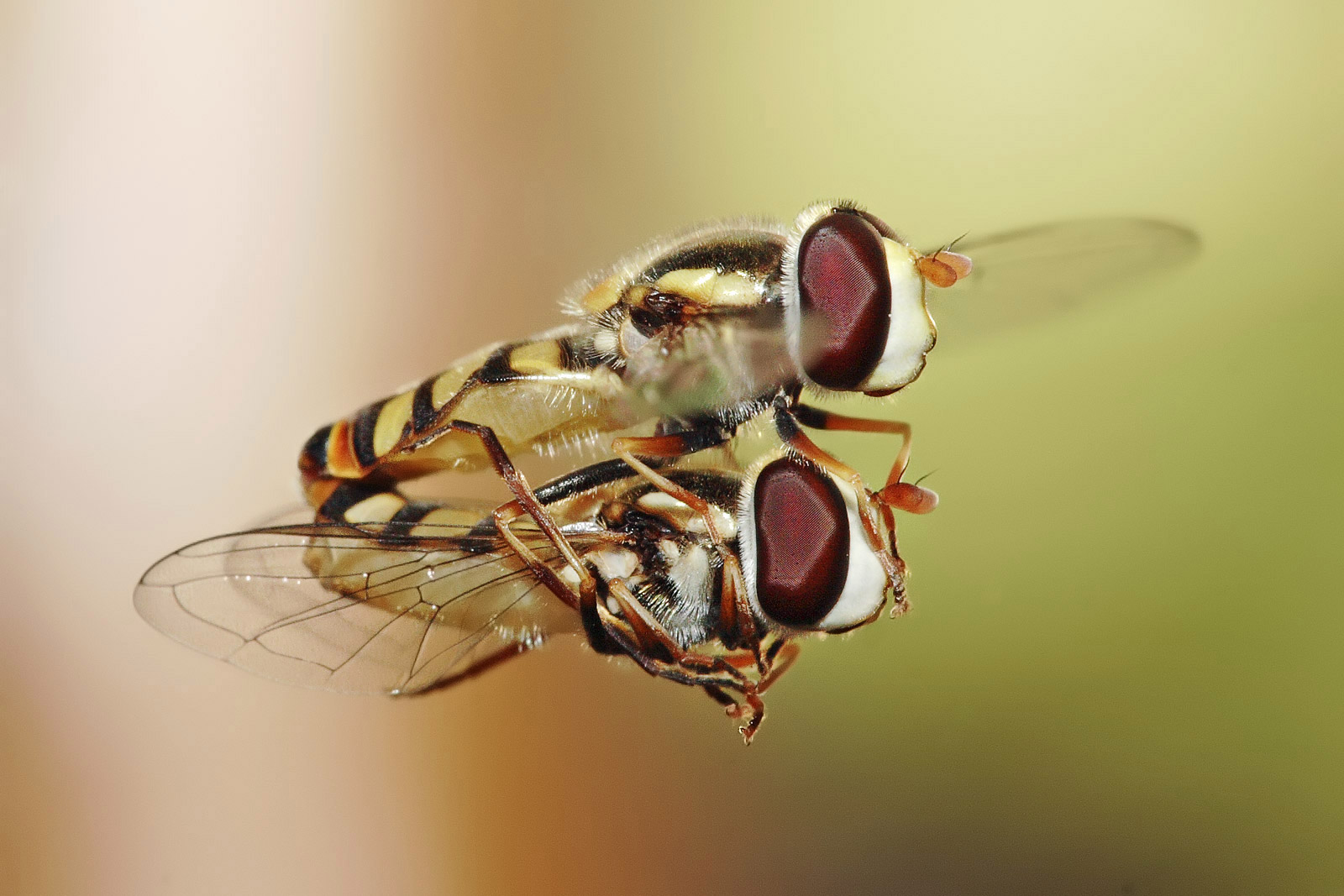
Bzygowate kojarzą się w locie

Rozmnażanie, reprodukcja, prokreacja – właściwy wszystkim organizmom proces życiowy polegający na wytwarzaniu potomstwa przez organizmy rodzicielskie.
Jako synonim rozmnażania podaje się czasem rozród jednak pojęcia te bywają rozróżniane.
Organizmy wytwarzają specjalne narządy służące do rozmnażania takie jak: zarodnie, gametangia, gonady.
Wyróżniane są dwa zasadnicze rodzaje rozmnażania, w zależności od pochodzenia komórek rodzicielskich:
- bezpłciowe:
  - regeneracja;
  - apomiksja;
  - pączkowanie;
  - strobilizacja;
  - poprzez podział komórki;
  - fragmentacja plechy;
  - poprzez bulwy;
  - poprzez kłącza;
  - poprzez cebule;
  - poprzez rozłogi;
  - poprzez pączki zimowe;
  - przez rozmnóżki;
  - poprzez zarodniki;
  - poliembrionia;
- płciowe:
  - rozdzielnopłciowość;
  - neotenia;
  - obojnactwo;
  - dzieworództwo.

Płciowo rozmnaża się większość zwierząt i część roślin, a grzyby przeważnie są zdolne do obu typów rozmnażania.